# Charaxes doubledayi
Charaxes doubledayi är en fjärilsart som beskrevs av Aurivillius 1898. Charaxes doubledayi ingår i släktet Charaxes och familjen praktfjärilar. Inga underarter finns listade i Catalogue of Life.